# Katoen

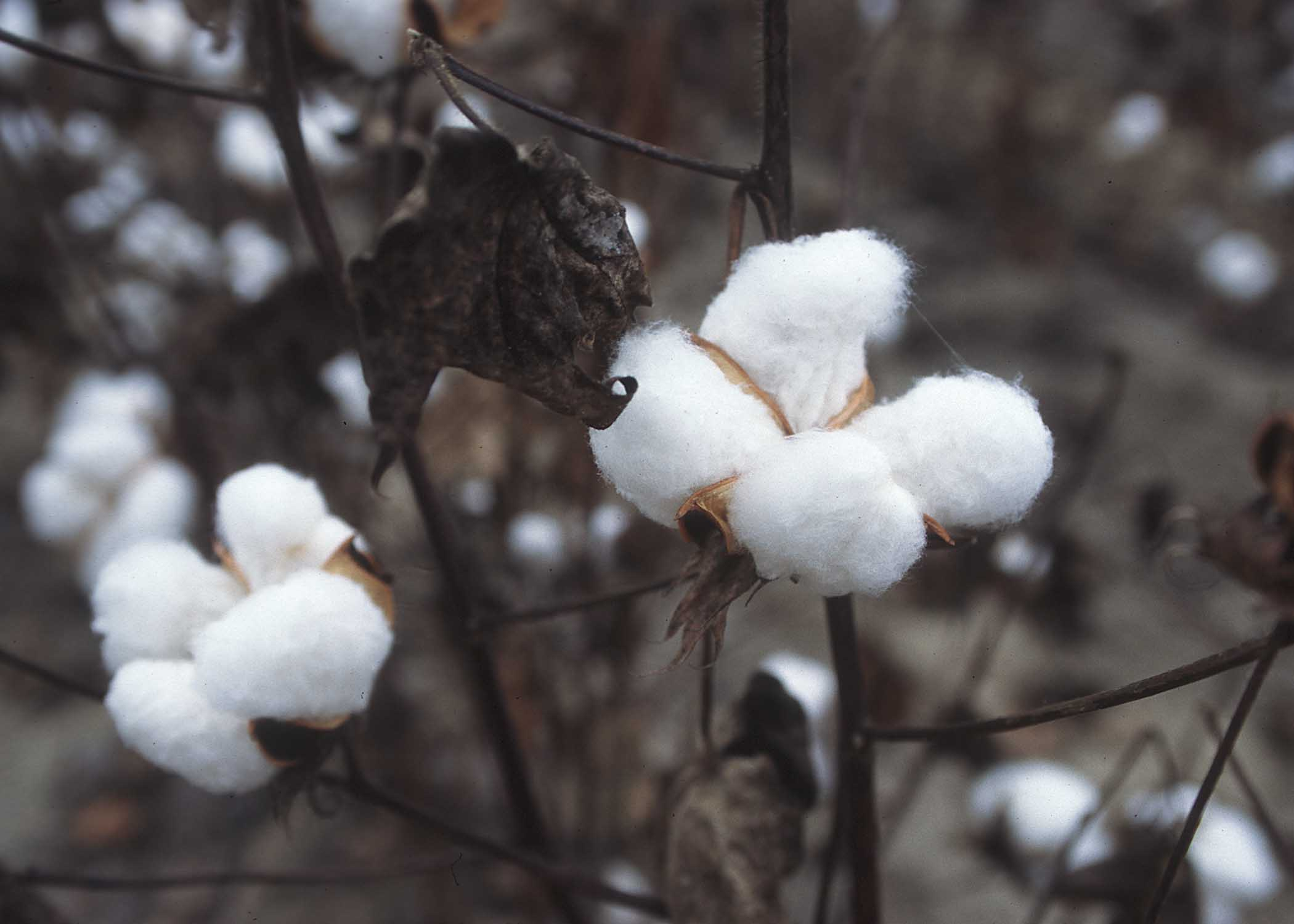
Rijpe katoenbollen

Topproducenten in de wereld in 2004

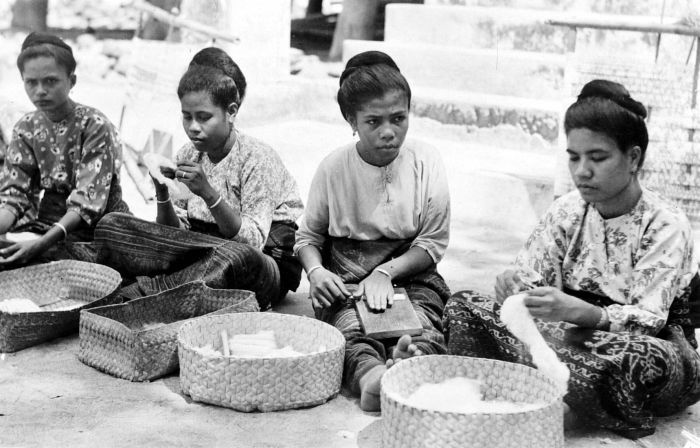
Katoenverwerking in Nederlands Indië: de katoen wordt ontpit en gerold (1948-1949)

Katoen is een zachte, eencellige vezel, die uit de opperhuid (epidermis) van de zaden van de katoenplant (Gossypium) groeit. De vezels worden doorgaans tot draden gesponnen en als zodanig gebruikt om zacht, luchtdoorlatend textiel van te maken. Zowel de textielvezel als het uiteindelijke textiel wordt aangeduid als katoen.
Voor de katoenproductie worden vier soorten katoenplant gebruikt:
- Gossypium arboreum - endemisch in India en Pakistan, goed voor nog geen 2% van de wereldproductie
- Gossypium barbadense (Amerikaanse katoen) - endemisch in Zuid-Amerika, goed voor 8% van de wereldproductie
- Gossypium herbaceum (Aziatische katoen) - endemisch in het Arabisch schiereiland, goed voor nog geen 2% van de wereldproductie
- Gossypium hirsutum (behaarde katoen) - endemisch in Centraal-Amerika, goed voor 90% van de wereldproductie.

## Geschiedenis

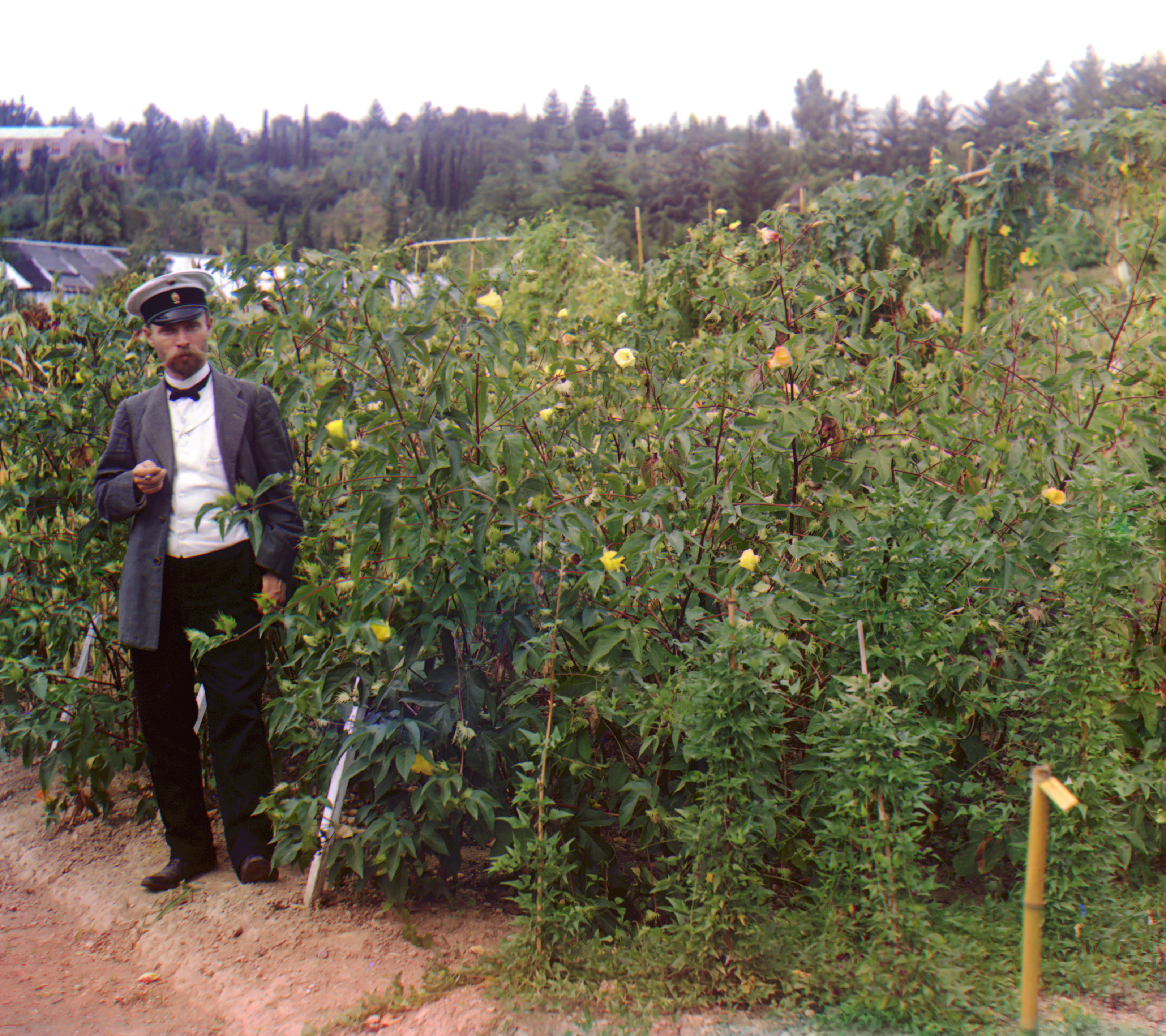
Katoenveld in Rusland (circa 1909-1915)

Katoen wordt in gebieden met een tropisch klimaat al duizenden jaren gebruikt om zeer fijn lichtgewicht doek te maken. Het gewas is verschillende keren onafhankelijk gedomesticeerd, zowel in Afro-Eurazië als in Midden-Amerika.
De oudste geschreven bron heeft betrekking op Indische katoen. Katoen wordt in India al meer dan drieduizend jaar verbouwd, en er wordt naar verwezen in de Veda's die waarschijnlijk rond 1000 v.Chr. zijn geschreven. Meer dan tweehonderd jaar later schreef de Griekse historicus Herodotus over Indische katoen: "Er zijn daar bomen die in het wild groeien en het fruit daarvan is een wol die mooier en beter is dan die van schapen. De Indiërs maken hun kleren van deze boomwol".
De Indische katoenindustrie raakte in verval ten tijde van de Britse industriële revolutie. De uitvinding van de Spinning Jenny (1764) en de spinmachine van Richard Arkwright (1769) maakten goedkope massaproductie in het Verenigd Koninkrijk mogelijk. De productiecapaciteit werd verder verbeterd toen Eli Whitney in 1793 de cotton gin ontwikkelde, een machine die de katoenvezel snel kon scheiden van de zaaddozen en de vaak kleverige zaden.
In 1875 werd wereldwijd zo'n 1,1 miljoen ton katoen geproduceerd. Dit cijfer was in 1889 al opgelopen tot 2 miljoen ton waarvan de Verenigde Staten meer dan de helft produceerde en Indië zo'n 12%. Andere belangrijke producenten waren Egypte, Zuid-Amerika en Klein-Azië.
Tegenwoordig wordt katoen geproduceerd in alle delen van de wereld, waarbij katoenplanten worden gebruikt die selectief zijn gekweekt zodat elke plant meer vezel opbrengt. In 2002 werd katoen geteeld op 33 miljoen hectare landbouwgrond. Dit leverde 21,3 miljoen ton ruwe katoen op, met een waarde van 20 miljard dollar.

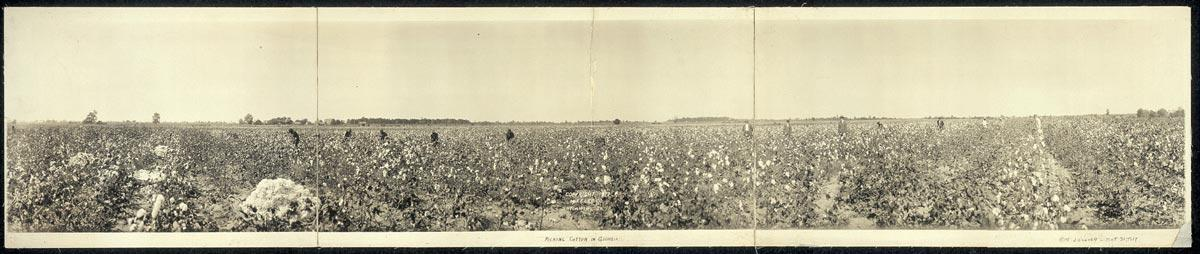
Katoenplukken in Georgia, Verenigde Staten, anno 1917

## Teelt
Bij de katoenteelt worden voornamelijk eenjarige planten gebruikt. De groeiperiode duurt 150 tot 180 dagen. Afhankelijk van temperatuur en variëteit zijn tussen de 50 tot 85 dagen nodig van aanplant tot eerste knopvorming, 25 tot 30 dagen voor de bloemvorming en tot slot 50 tot 60 dagen van bloemopening tot volwassen bol.

### Traditioneel
Een succesvolle teelt van katoen vereist een lange vorstvrije periode van minimaal 200 dagen, veel zon, en een gematigde regenval - meestal van 600 tot 1200 mm per jaar. De plant gedijt het best bij een temperatuur tussen de 18 en 30°C, met een uiterst minimum van 14°C en een maximum van 40°C. Over het algemeen wordt aan deze voorwaarden voldaan binnen de seizoenen van droge tropen en subtropen op het noordelijk en zuidelijk halfrond. Koele nachten en lage dagtemperaturen resulteren in vegetatieve groei met weinig vruchtdragende takken.
De bodems moeten meestal vrij zwaar zijn alhoewel het niveau van voedingsstoffen niet bijzonder hoeft te zijn. De groei vereist veel kunstmest. Bij irrigatie is de behoefte aan stikstof (N) zo'n 100 tot 180 kg per hectare (ha), fosfor (P) circa 20 tot 60 kg/ha en kalium (K) 50 tot 80 kg/ha. Vooral in de eerste zestig dagen na de aanplant is de behoefte aan voedingsstoffen het grootst.
Een groot deel van de katoenteelt vindt plaats in gebieden met minder neerslag waardoor irrigatie nodig is. De teelt van een gewas voor een bepaald jaar begint meestal spoedig na de oogst van de vorige herfst. De planttijd op het noordelijk halfrond varieert van het begin van februari tot het begin van juni. De South Plains in de Verenigde Staten staan bekend als het grootste aaneengesloten gebied voor katoenteelt ter wereld. Alhoewel katoen met succes in deze regio wordt verbouwd, is consistente goede oogst alleen mogelijk door een sterke afhankelijkheid van irrigatiewater uit de Ogallala Aquifer. Aangezien katoen enigszins tolerant is voor zout en droogte, is het een aantrekkelijk gewas voor droge en regenarme regio's. Het gebruik van waterbronnen leidt echter tot problemen en conflicten, alsmede potentiële milieuproblemen. Een voorbeeld hiervan is het onjuist verbouwen en irrigeren die hebben geleid tot woestijnvorming in delen van Oezbekistan, waar katoen een belangrijk exportproduct is. In de dagen van de Sovjet-Unie werd de watertoevoer tot het Aralmeer gebruikt voor agrarische irrigatie, grotendeels van katoenvelden, waardoor verzilting nu een wijdverbreid probleem is.

### Biologisch
Katoen beslaat ongeveer 2,5% van de beschikbare landbouwgrond, maar is door de vele plagen en ziektes goed voor niet minder dan 16% van het gebruik van chemische bestrijdingsmiddelen; meer dan ieder ander landbouwgewas. Kunstmest en bestrijdingsmiddelen veroorzaken uitputting van de bodem, erosie, lucht- en oppervlaktewaterverontreiniging, huidziektes en allergieën. In de conventionele katoenproductie is vaak sprake van kinderarbeid. Sommige landbouwers schakelen over op meer ecologische productiemethoden. Katoen die zo geteeld wordt heet ecokatoen.
In 2018/19 werden 1,1 miljoen balen biologische katoen (2007: 265.517 balen) geproduceerd in 19 landen. De grootste producenten zijn India, de Volksrepubliek China en Turkije. Daarmee kwam het aandeel van biologisch katoen op 1% van de totale katoenteelt.
Biologische katoen wordt in ten minste acht Afrikaanse landen geproduceerd. Het Egyptische fair-tradebedrijf SEKEM begon in 1990 de Egyptische regering ervan te overtuigen dat katoenteelt zonder chemische bestrijdingsmiddelen, die van overheidswege met vliegtuigen over het land werden verspreid en de biologische kruidenteelt van SEKEM onmogelijk maakte, mogelijk was. Dit resulteerde in een reductie in het gebruik van chemische bestrijdingsmiddelen van 90% op 400.000 ha Egyptische landbouwgrond en een toename van de opbrengst van 30%.

### Teeltexperiment in kas
In Bleiswijk is een experiment gaande voor de verbouw van katoen onder glas, in kassen, in samenwerking met kledingproducent G-Star. In de kassen groeit het katoen onder gereguleerde omstandigheden, pesticidevrij, waarvan een deel op substraat en een ander deel op steenwol. De voordelen van kassenteelt zijn aanzienlijk. De katoenplanten worden veel groter, leveren 5 tot 23 keer meer katoen op en gebruiken, mede door hergebruik, zo’n 95% minder water. Daar staan nadelen tegenover als hogere kosten ook omdat de oogst moeizamer is vanwege de grotere planten. In de kas lag de productie op 1200 gram/m², dit in vergelijking tot 50 gram in India en 200 gram in Australië.

## Oogst

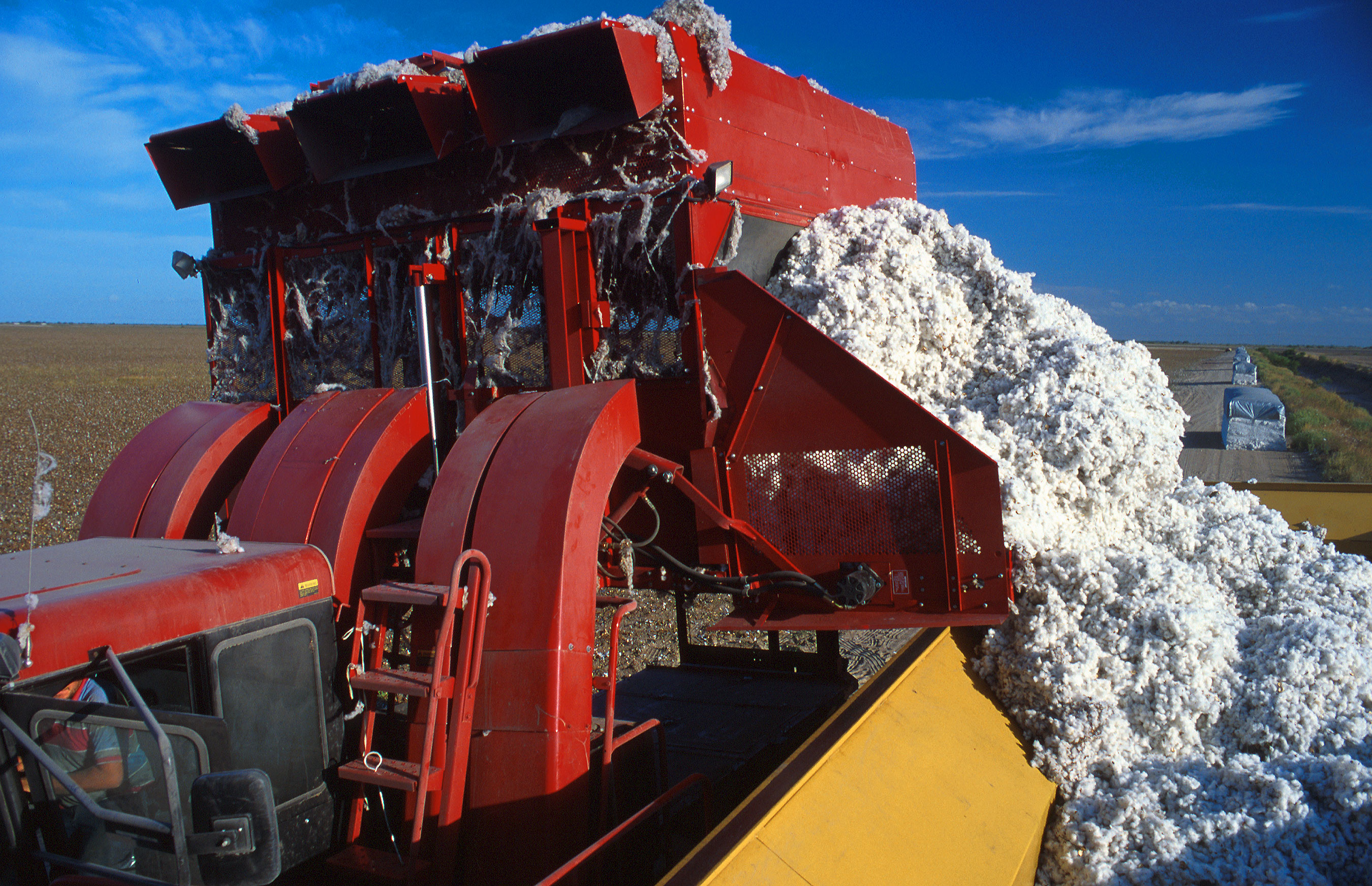
Uitladen van zojuist machinaal geoogste katoen

Het plukken van de katoen, wat vroeger handmatig gebeurde, vindt tegenwoordig veelal machinaal plaats. Hiervoor is het nodig dat de plant eerst met een ontbladeringsmiddel wordt bewerkt om het plukken te vergemakkelijken of dat de plant is ontbladerd door ingetreden vorst. Bij de teelt van biologisch katoen is het gebruik van chemicaliën niet toegestaan, en wordt er handmatig geplukt. In de tropen groeit de katoenplant het hele jaar door, wanneer hij niet wordt ontbladerd.
De katoenbol bestaat uit twee delen, het katoenzaad en de katoenvezels waarbij het zaad zo'n twee derde van het gewicht van de bol vormt. Het zaad wordt geperst en de olie is geschikt voor menselijke consumptie . De buitenste schil wordt gebruikt als veevoer. De witte vezels op het zaad worden maximaal zes centimeter lang en bestaan voor bijna 90% uit cellulose; de rest is water en reststoffen. Van de vezels wordt garen gesponnen dat verder verwerkt kan worden in textiel en kleding.
Het katoen wordt verzameld in balen. Ieder land heeft zijn eigen specificaties van de omvang en gewicht van de baal. In de Verenigde Staten heeft de baal een maximale afmeting van 1,40 meter lang, 0,53 meter hoog en 0,86 meter breed. Een Amerikaanse baal katoen weegt 226,8 kilogram en de dichtheid is 472 kg/m3. In India en Pakistan weegt een baal 170 kilogram; in Egypte 327 kilogram.

## Handelsgewas

Kapok (boven) en katoen (onder), vruchten, lont, garen, zeildoek en matrastijk

Katoen is een zeer waardevol gewas, omdat bij de verwerking slechts 10% van het ruwe gewicht verloren gaat. Als sporen van was, eiwit, en dergelijke zijn verwijderd, blijft een natuurlijke polymeer van zuivere cellulose over. Deze cellulose is gerangschikt op een manier die katoen unieke eigenschappen geeft wat betreft sterkte, duurzaamheid en absorptie. De elasticiteit van katoen is echter gering. Elke vezel is samengesteld uit twintig tot dertig laagjes cellulose die keurig om elkaar heen gedraaid zijn.
De katoenvezel heeft een kenmerkende structuur: een miniatuur lege brandweerslang, die om zijn as gedraaid is. Hierdoor ontstaan kurkentrekkerachtige windingen waarmee de vezels achter elkaar haken bij het spinnen. Hierdoor kunnen zeer fijne garens gesponnen worden. De binding die door de windingen ontstaat heet het spinverband van katoen. De holle ruimte van de vezel wordt lumen genoemd. De stapellengte (gemiddelde vezellengte) van katoen varieert van 10 tot 50 mm afhankelijk van soort en herkomst. De langste is het best geschikt voor fijne gladde garens en dus ook het duurste. De buitenkant van de katoenvezel is bedekt met een waslaagje: de cuticula. Omdat deze waterafstotend is, moet deze laag voor natbehandelingen verwijderd worden.
Een alternatief is gerecycled katoen. Dit is de meest duurzame vezelsoort. Voor gerecycled katoen wordt katoen uit gedragen kleding of snijafval vervezeld. De herwonnen vezels worden vervolgens opnieuw gesponnen tot garen.
De grootste producent van katoen ter wereld is China, met een productie van 25,5 miljoen balen per jaar. Een standaardbaal heeft een gewicht van 170 kilogram. De Verenigde Staten (17,6 miljoen balen) en India (12,5 miljoen balen) zijn de volgende grootste producenten. In Europa is Griekenland de grootste producent met 1,7 miljoen balen.

### Wereldwijde productie
| Topproducenten van katoen 2018 | Topproducenten van katoen 2018 |
| Land                           | Productie (ton)                |
| ------------------------------ | ------------------------------ |
| China                          | 17.711.962                     |
| India                          | 14.657.000                     |
| Verenigde Staten               | 11.429.937                     |
| Brazilië                       | 4.956.044                      |
| Pakistan                       | 4.828.439                      |
| Turkije                        | 2.570.000                      |
| Australië                      | 2.500.000                      |
| Oezbekistan                    | 2.293.039                      |
| Griekenland                    | 837.432                        |
| Argentinië                     | 813.692                        |

## Plagen en ziektes

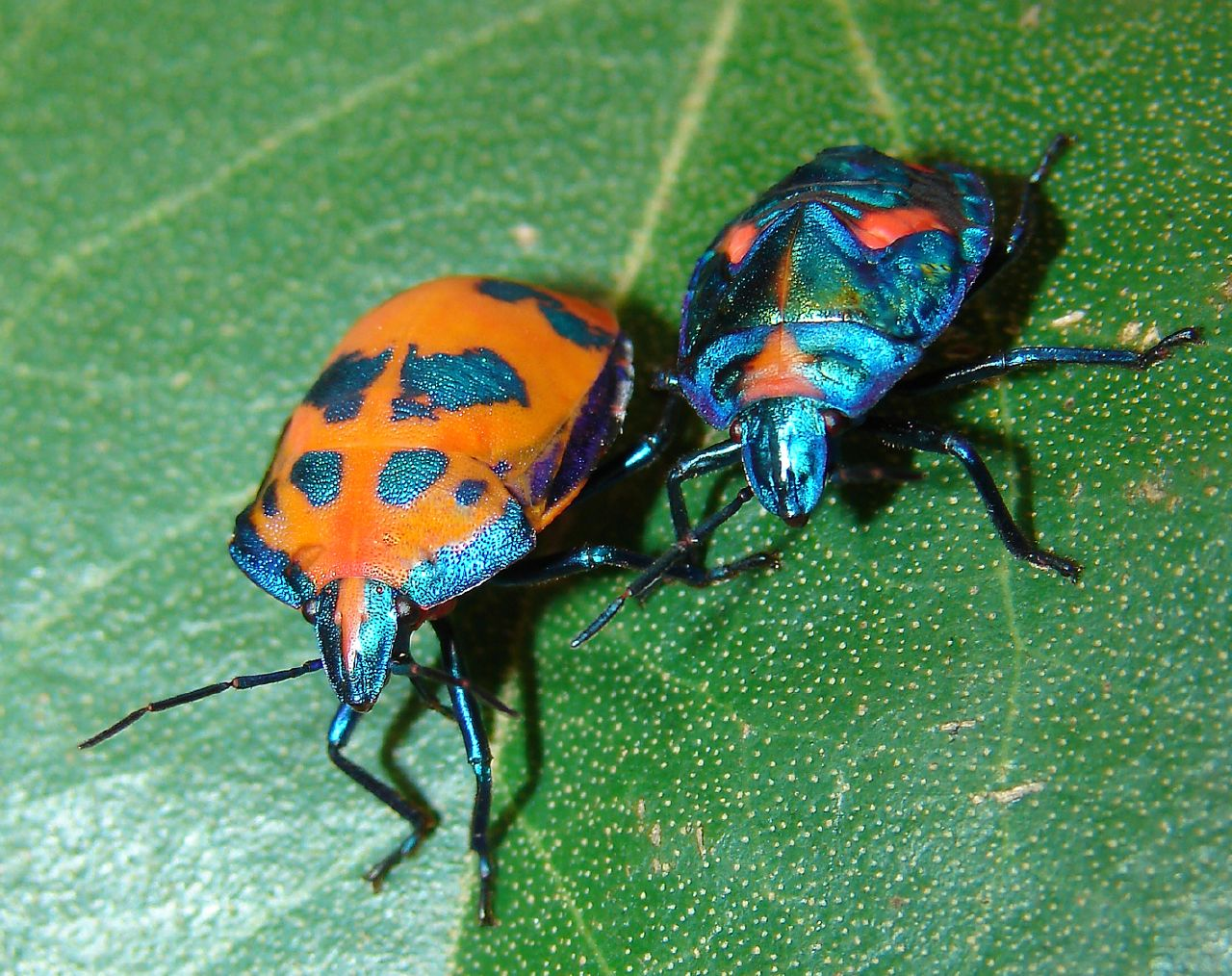
Tectocoris diophthalmus

Diverse insecten kunnen als plaag in de katoenteelt optreden:
- Anthonomus grandis (Engels: Boll Weevil) is verantwoordelijk voor de grootste katoenplagen in Noord-Amerika.
- Helicoverpa zea (Engels: Cotton Bollworm)
- Katoendaguil (Helicoverpa armigera)
- Lygus lineolaris (Engels: Tarnished plant bug)
- Oxycarenus hyalinipennis (Engels: Cotton seed bug)
- Pectinophora gossypiella (Engels: Pink Bollworm)
- Scirtothrips dorsalis (Engels: Chili thrips)
- Spodoptera frugiperda (Engels: Army worm)
- Tectocoris diophthalmus (Engels: Cotton harlequin bug)

De katoenplant is verder gevoelig voor allerlei schimmels en bacteriën. Een voorbeeld is de aantasting door de schimmel Fusarium oxysporum f.sp. vasinfectum in Peru in 1901. Door kruising wist Fermín Tangüis een katoenvariant te ontwikkelen die ongevoelig is voor deze schimmel. Deze Tangüiskatoen is in Peru nog altijd de meestgebruikte katoenvariant.

## Genetische modificatie
Om deze afhankelijkheid van chemische bestrijdingsmiddelen te verminderen is genetisch gemodificeerde katoen ontwikkeld. In deze katoen is een gen ingebouwd dat zorgt voor de aanmaak van Bt-toxine. Deze wordt inmiddels wereldwijd verbouwd. Bij genetisch gemodificeerde katoen kan tot 80% minder pesticide worden gebruikt, vergeleken met gewone katoen. Volgens de International Service for the Acquisition of Agri-Biotech Applications (ISAAA) is genetisch gemodificeerde katoen wereldwijd aangeplant op een oppervlakte van in totaal 6,7 miljoen hectare (in 2002). Dit is 20% van het totale gebied dat wereldwijd voor de katoenteelt wordt gebruikt. In 2003 bestond 73% van de in de Verenigde Staten geteelde katoen uit genetisch gemodificeerde katoen. De introductie van genetisch gemodificeerde katoen in 1996 liep in Australië uit op een commerciële ramp. De opbrengsten waren veel lager dan voorspeld, en er ontstond kruisbestuiving met andere soorten katoenplanten wat potentieel veel juridische problemen voor nietsvermoedende landbouwers kon veroorzaken. Nochtans leidde de introductie van een tweede soort van genetisch gemodificeerde katoen ertoe dat in 2003 15% van de Australische katoen genetisch gemodificeerd was, in 2009 was het aandeel genetisch gemodificeerde katoen inmiddels uitgegroeid tot 95% van de Australische katoen. De originele genetisch gemanipuleerde variëteit is inmiddels verboden.

## Kleding van katoen
Katoen wordt gebruikt voor verschillende stoffen voor kleding, zoals badstof, capulana, corduroy, denim, flanel, gingham, jersey, kanga (Oost-Afrika), mousseline, organdie, shweshwe (Zuid-Afrika) en tijk.